# Silvanus unidentatus
Silvanus unidentatus is een keversoort uit de familie spitshalskevers (Silvanidae). De wetenschappelijke naam van de soort werd in 1790 gepubliceerd door Guillaume-Antoine Olivier.